# Michał Bieliński
Michał Bieliński herbu Junosza (zm. 23 czerwca 1746 roku) – wojewoda chełmiński.
Syn Kazimierza Ludwika, polskiego dyplomaty i Ludwiki Marii Morsztyn (zm. 1730), córki poety Jana Andrzeja Morsztyna. Brat Franciszka, wojewody chełmińskiego i marszałka wielkiego koronnego. Pierwsza żona Michała, Aurora Maria Rutowska, nieślubna córka króla Polski Augusta II Mocnego rozwiodła się. Małżeństwo trwało 10 lat. Druga Tekla Popłowska (zm. 1774) urodziła Franciszka (zm. 1809), pisarza wielkiego koronnego i Stanisława Kostkę (zm. 1812), marszałka sejmu grodzieńskiego.
Na dworze królewskim pełnił urząd cześnika wielkiego koronnego od 1725, następnie podskarbiego ziem pruskich 1737. W latach (1738–1746) wojewoda chełmiński. Był także starostą sztumskim i osieckim. W 1742 roku był komisarzem z Senatu Trybunału Skarbowego Koronnego.
Poseł na sejm 1730 roku z województwa malborskiego i marszałek koła rycerskiego sejmiku partykularnego grudziądzkiego. Poseł ziemi czerskiej na sejm nadzwyczajny 1733 roku. Jako poseł na sejm konwokacyjny 1733 roku z województwa chełmińskiego był członkiem konfederacji generalnej zawiązanej 27 kwietnia 1733 roku na tym sejmie.
Został odznaczony Orderem Orła Białego 3 sierpnia 1727 roku.